# Cube Canal+

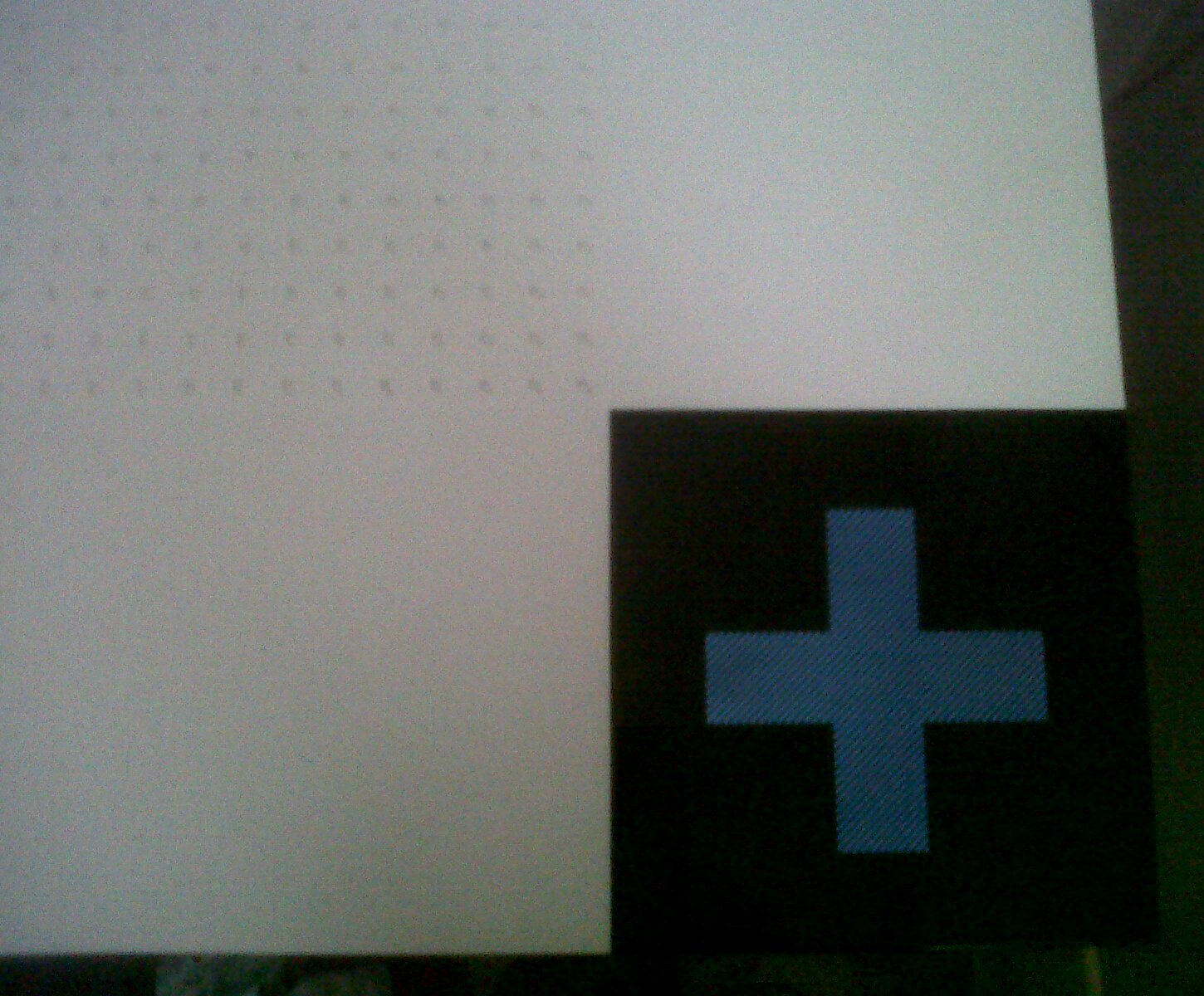
Décodeur +Le Cube

Le Cube Canal+, officiellement nommé +Le Cube pour éviter l'homonymie avec Cube, marque déposée par Apple au début des années 2000 (Power Mac G4 Cube), est un terminal numérique pour la réception des bouquets TV CANAL+ et CANALSAT par satellite, puis TNT par la suite, conçu et exploité par le groupe Canal+. Il est compatible haute Définition et nécessite un accès Internet haut débit pour profiter de la totalité des fonctionnalités (Télé de rattrapage, VOD, services interactifs...).

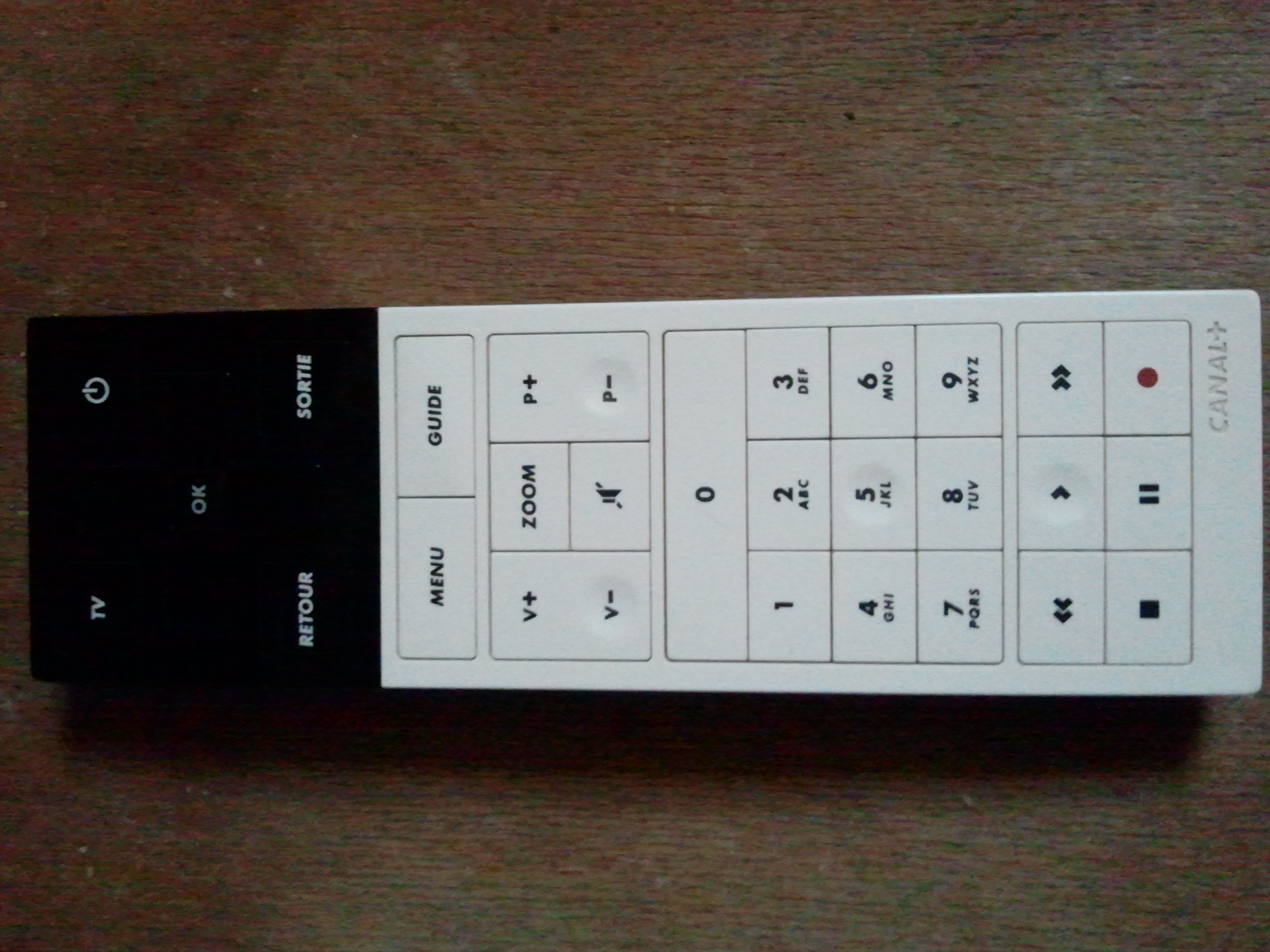
Télécommande +Le Cube ancienne génération (boutons enfoncés)

Cet appareil lancé le 4 novembre 2008, intègre en particulier l'accès en avant première à certaines émissions (séries et téléfilms) faisant partie de la programmation de la chaîne Canal+, une fonctionnalité alors inédite en France. Ainsi, il est possible de visionner certaines séries dès la semaine qui suit leur diffusion aux États-Unis (en version originale) ou les saisons précédentes (service Avant Dernière). Toutefois pour ces fonctions avancées, en plus d'une antenne parabolique, il est indispensable de disposer d'un accès Internet haut-débit (type xDSL ou fibre optique), ce qui interdit de fait, une utilisation hors du territoire métropolitain français. 
Durant le mois de septembre 2009, la promotion publicitaire pour +Le Cube à la télévision est incarnée par  Pauline Lefèvre, miss météo de Canal+, laquelle parodie une publicité pour des produits cosmétiques. En février 2009, Canal+ publie le nombre des terminaux +Le Cube mis en location par son réseau commercial : 165 000 abonnés parmi les 10,2 millions d'abonnés du groupe Canal+ auraient souscrit à cette option. En décembre 2010, le récepteur +Le Cube est décliné en version « HD Wifi » mais strictement réservée aux abonnés « 5 étoiles »[réf. nécessaire]. 
Les offres d'abonnement vont évoluer au fil du temps, il deviendra le terminal fourni en standard et certaines options payantes par le passé deviendront incluses (HD, enregistrement sur disque dur, multi-écrans...)[réf. nécessaire].
Il est disponible en location ou en prêt gratuit suivant les offres.

## Caractéristiques et fonctionnalités

### Première génération (2008-2010): +Le Cube
+Le Cube dispose d'un double Tuner permettant la réception simultanée de deux canaux TV, un enregistreur vidéo haute définition via son disque dur intégré de 320 Go, la fonction de contrôle du direct ou « Time Shifting », l'accès aux services Internet en ligne de Canal+ ou Canalsat, tels que la télévision de rattrapage (Catch Up TV) nécessite un accès Internet haut débit. De plus, l'appareil intègre un guide des programmes (EPG) doté de certaines fonctions multimédias. Enfin, comme tous les terminaux de réception satellite, câble et DSL, il est doté d'un dispositif de mise à jour régulière de son logiciel système, comme tous les récepteurs numériques exploités par Canal+. 
Le Cube est équipé d'un lecteur pour la carte d'abonné placé à l'arrière de l'appareil. La façade comprend un écran LCD équipé d'accéléromètres qui permettent de basculer l'affichage (selon que l'appareil est positionné couché ou debout) à l'instar de celui de la Freebox Revolution.

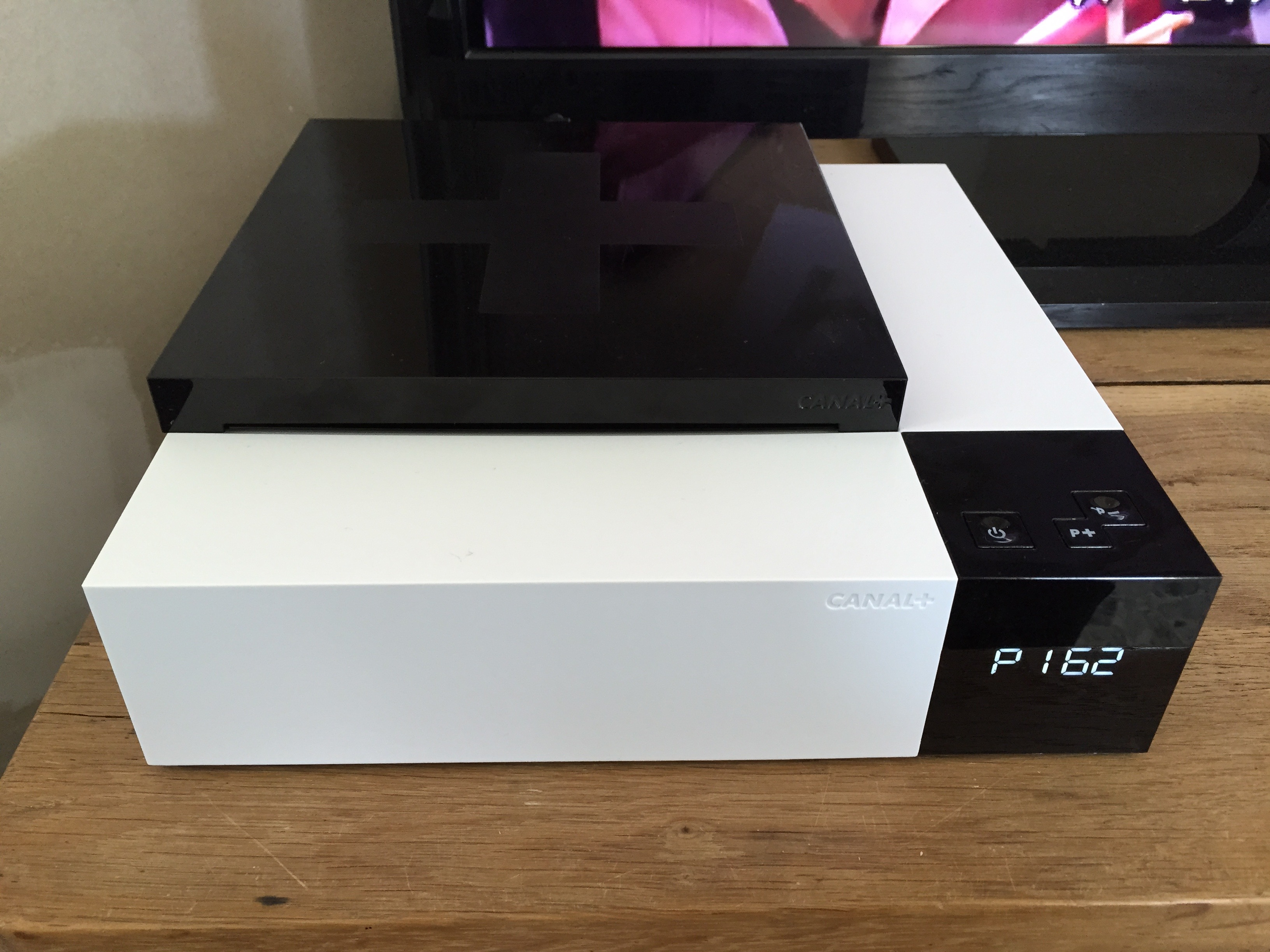
Le décodeur +Le Cube dans sa deuxième génération.

+Le Cube n'est plus fourni aux abonnés en 2011. Sa fabrication a été arrêtée au profit du décodeur HD Wifi[réf. nécessaire].